# 高林寺 (奈良市)
高林寺（こうりんじ）は、奈良県奈良市井上町にある、融通念仏宗の寺院（尼寺）である。檀家を持たないが、多くの信徒の信仰を集める。

## 歴史
当寺の元は、宝亀年中に藤原魚名の娘が中将姫に仕え尼となり、現高御門町の居室を尼寺となし、中将姫の父・豊成の廟塔を守ってきたものである。
が、治承4年（1180年）に平重衡の南都焼討によって焼失し、永く再興されなかった。東大寺三昧堂旧本尊の千手観音像は、昔高林寺本尊であったという。
天文3年（1534年）に、現在の地に尼室を移し、寺を再興した。この地はもとより、豊成卿の屋敷跡であったとも言われ、豊成卿の廟塔があったという。その際、浄土真言兼学より、融通念仏宗に改宗した。
奈良茶人で連歌師の北端宗陳も、この寺の北端に住んでいた。
文化年間に寿保尼を迎えて、寺運栄え発展していったと言われる。寺では寿保尼を中興初代とし、7代寿明尼は本堂・門など寺観の整備に尽力した。現在は中興9代目となる。

## 伽藍など

### 本堂
内陣中央須弥壇に2つの厨子があり、右に豊成卿、左に中将姫の坐像をまつる。脇壇には阿弥陀如来立像・十一面観音立像・銅造の誕生釈迦仏・薬師如来坐像が安置される。左方脇壇には地蔵菩薩立像・弘法大師坐像・明治天皇尊牌などを安置している。

### 豊成・中将姫の石塔婆
かつて当寺には豊成卿・中将姫の石塔婆があった。永禄年間、松永久秀が多聞山城を築くにあたり、塁を築くためこの塔石を奪おうとした。当寺に居住していた連歌師・廬箏斎心前は、以下のような連歌発句を久秀に送ったので、連歌に理解のある久秀は奪うのを止めたという。
曳きのこす 花や秋さく 石の竹
この石塔は延宝5年（1677年）鳴川町の徳融寺に移り、心前自筆の短冊のみが当寺に残るという。

### その他
本堂前には豊成卿の廟所がある。
昭和54年（1979年）に庫裏を改築し、客殿を新築した。

## 寺宝

### 豊成公・中将姫父子対面の図
二上山に来迎する阿弥陀三尊・諸菩薩を背景に、父子対面が描かれる。

### 刺繍阿弥陀三尊来迎図
粗い平絹地に縹色を塗り、雲上の阿弥陀三尊と往生者を刺繍したもので、長さ23センチ、幅10.2センチ、室町時代の作。この図はもと山口県岩国市の実相院に伝えられていたが、廃絶後、中将姫ゆかりの当寺に寄進された。

### その他
別の刺繍種子阿弥陀三尊図も古くより伝わり、室町時代の作である。大通上人の書（名号及び融通）も保存されている。